# Cañas, Mexiko
Cañas är en ort i Mexiko.   Den ligger i kommunen Sain Alto och delstaten Zacatecas, i den centrala delen av landet, 600 km nordväst om huvudstaden Mexico City. Cañas ligger 2 043 meter över havet och antalet invånare är 1 393.
Terrängen runt Cañas är lite kuperad. Runt Cañas är det glesbefolkat, med 14 invånare per kvadratkilometer. Närmaste större samhälle är Sain Alto, 18,1 km söder om Cañas. Omgivningarna runt Cañas är i huvudsak ett öppet busklandskap.